# Bellingham, Tasmanien
Bellingham är en ort i Australien. Den ligger i kommunen George Town och delstaten Tasmanien, i den sydöstra delen av landet, omkring 210 kilometer norr om delstatshuvudstaden Hobart.
Runt Bellingham är det mycket glesbefolkat, med 2 invånare per kvadratkilometer.. Närmaste större samhälle är Bridport, omkring 19 kilometer öster om Bellingham. 
Trakten runt Bellingham består i huvudsak av gräsmarker. Genomsnittlig årsnederbörd är 1 078 millimeter. Den regnigaste månaden är augusti, med i genomsnitt 150 mm nederbörd, och den torraste är januari, med 35 mm nederbörd.